# Circondario di Piacenza
Il circondario di Piacenza era uno dei due circondari in cui era suddivisa la provincia di Piacenza, esistito dal 1859 al 1927.

## Storia
Il circondario di Piacenza, parte dell'omonima provincia, venne istituito nel 1859, in seguito ad un decreto dittatoriale di Carlo Farini che ridisegnava la suddivisione amministrativa dell'Emilia in previsione dell'annessione al Regno di Sardegna.
Nel 1885 vennero aggregati al circondario di Piacenza i comuni del mandamento di Monticelli d'Ongina, già appartenenti al circondario di Fiorenzuola.
Nel 1923, nell'ambito di una generale riduzione dei circondari italiani, venne soppresso il circondario di Fiorenzuola d'Arda, e il suo territorio aggregato al circondario di Piacenza; contemporaneamente furono assegnati al circondario di Piacenza i comuni di Bobbio, Caminata, Cerignale, Corte Brugnatella, Ottone, Romagnese, Ruino, Trebecco, Zavattarello e Zerba, già appartenuti al disciolto circondario di Bobbio della provincia di Pavia. Due anni dopo questi comuni, a cui si aggiunsero Coli e Pecorara, andarono a formare il nuovo circondario di Bobbio (Nel 1926, dopo numerose proteste dei comuni dell'alta valle ex pavesi culminanti nella cosiddetta marcia su Bobbio e dopo vari referendum, i comuni di Romagnese, Ruino e Zavattarello tornarono alla provincia di Pavia, provvisoriamente assegnati al circondario di Voghera e retti da un Podestà, mentre Caminata e Trebecco rimasero parte della provincia di Piacenza).
Il circondario di Piacenza venne soppresso nel 1927, come tutti i circondari italiani.

## Geografia antropica

### Suddivisioni amministrative
Nel 1863, la composizione del circondario era la seguente:
- mandamento I di Agazzano
  - Agazzano; Gragnano Trebbiense; Pomaro Piacentino; Rivalta Trebbia
- mandamento II di Bettola
  - Bettola; Borgo San Bernardino; Coli
- mandamento III di Borgonovo
  - Borgonovo; Vicomarino
- mandamento IV di Castel San Giovanni
  - Calendasco; Castel San Giovanni; Rottofreno; Sarmato
- mandamento V di Ferriere
  - Ferriere
- mandamento VI di Pianello
  - Nibbiano; Pecorara; Pianello Val Tidone
- mandamento VII di Piacenza (nord)
  - parte di Piacenza
- mandamento VIII di Piacenza (sud)
  - parte di Piacenza; Sant'Antonio a Trebbia
- mandamento IX di Ponte dell'Olio
  - Podenzano; Ponte dell'Olio; Vigolzone
- mandamento X di Pontenure
  - Mortizza; Pontenure; San Giorgio Piacentino; San Lazzaro Alberoni
- mandamento XI di Rivergaro
  - Gossolengo; Rivergaro; Travo